# Mollaaliler
Mollaaliler ist ein Dorf (Köy) im Landkreis Ovacık der türkischen Provinz Tunceli. Im Jahre 2011 lebten in Mollaaliler 19 Menschen.